# Двуполосый серохвост
Двуполосый серохвост, или двуполосый печник-серохвост (лат. Xenerpestes minlosi), — вид птиц из семейства печниковых. Выделяют два подвида.

## Распространение
Обитают в Колумбии, Эквадоре и Панаме. Естественной средой обитания являются субтропические или тропические влажные равнинные леса либо субтропические или тропические влажные горные леса.

## Описание
Длина тела 11—12 см. Половой диморфизм не выражен. Лицо сероватое с кремово-белой бровью, оливково-охристыми уздечками и тёмно-серой линией позади глаз; темя черноватое. Спина, надхвостье и верхние кроющие перья хвоста серого цвета. Кроющие перья крыльев тёмно-серого цвета с двумя заметными белыми полосами; изгиб крыла желтоватый; маховые перья тёмные. Хвост закруглённый, тёмно-серый; горло и нижняя часть тела кремово-беловатые, на груди несколько сероватых крапинок, нижние кроющие перья хвоста оливково-коричневые. Радужная оболочка светло-коричневая; надклювье тёмно-коричневое, подклювье серовато-белое; цевка и пальцы ног серовато-коричневые. У молодых особей нижняя часть тела более серая, надбровье менее отчетливое, отсутствуют полосы на крыльях.

## Биология
Питаются членистоногими. Ищут пищу в парах или небольшими группами, иногда включающими также представителей других видов. Сведения о размножении практически отсутствуют.
МСОП присвоил виду охранный статус LC.